# Platytes duplicilinea
Platytes duplicilinea là một loài bướm đêm trong họ Crambidae.